# Rolf Keilbach
Rolf Keilbach (* 28. Juni 1908 in Cottbus; † 24. September 2001 in Greifswald) war ein deutscher Entomologe und Zoologe. Er wirkte ab 1953 als Professor an der Ernst-Moritz-Arndt-Universität Greifswald, wo er bis zu seiner Emeritierung 1973 Direktor des Zoologischen Instituts war.

## Leben
Rolf Keilbach studierte Naturwissenschaften an den Universitäten Innsbruck, Göttingen und Halle. Nebenbei belegte er auch geisteswissenschaftliche Fächer wie zum Beispiel französische Literaturgeschichte. Seit seiner Dissertation über die asymmetrische Flügellage bei Insekten widmete er sich vorrangig der Entomologie. Keilbach wurde Assistent am Geologisch-Paläontologischen Institut der Universität Königsberg und in der Folge zum Experten für in Bernstein eingeschlossene fossile Insekten. Während eines Fronturlaubs habilitierte sich Keilbach 1943 zum Thema Die fulgoriden Zikaden des Baltischen Bernsteins. 
In den ersten Nachkriegsjahren arbeitete er bei einer Schädlingsbekämpfungsfirma in Halle (Saale). Aus dieser Tätigkeit entstand sein Lehrbuch zur Schädlingsbekämpfung, das eine Auflage von 100.000 Exemplaren erreichen sollte. 
1949 fand er eine Anstellung am durch Erich Menner gegründeten Institut für praktische Biologie der Martin-Luther-Universität Halle-Wittenberg in Ostrau. Unter dem Direktorat von Ludwig Freund wurde Keilbach 1950 Dozent am Zoologischen Institut der Universität Halle und bekam dort 1952 eine Professur für Zoologie. 
Schon ein Jahr später nahm er 1953 einen Ruf an die Ernst-Moritz-Arndt-Universität Greifswald an, wo er als Nachfolger des verstorbenen Rudolf Seifert Direktor des Zoologischen Instituts wurde. Er organisierte zunächst die wissenschaftliche Arbeit auf entomologischem, physiologischem und hydrobiologischem Gebiet neu. Entsprechend der damaligen Forderung nach anwendungsbezogener Forschung richtete Keilbach eine Abteilung für Angewandte Entomologie ein, die zunächst von Ulrich Sedlag, dann von Hubert Schumann und ab 1960 von Lothar Kämpfe geleitet wurde. Auch nach seiner Emeritierung 1973 arbeitete Keilbach weiter am Zoologischen Institut und war dort über die politische Wende hinaus bis zu seinem Tode im Jahre 2001 aktiv.

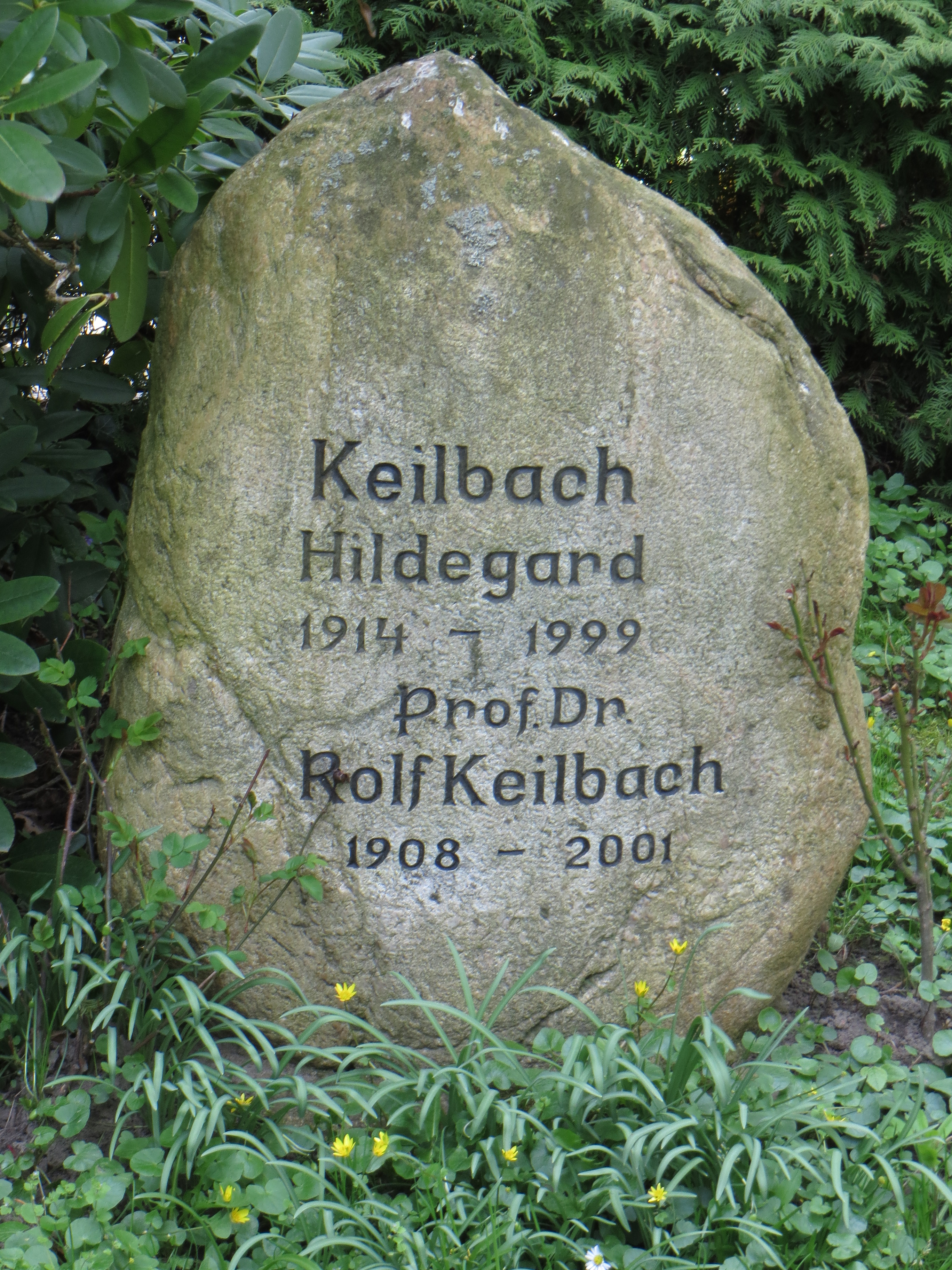
Grab Rolf Keilbachs auf dem Alten Friedhof in Greifswald (2014)

Von 1961 bis 1971 war er Vizepräsident der Biologischen Gesellschaft der DDR, 1982 wurde er ihr Ehrenmitglied. Die Deutsche Gesellschaft für allgemeine und angewandte Entomologie ehrte Keilbach im Jahre 1995 mit der Verleihung der Fabricius-Medaille.
Rolf Keilbach starb im Jahre 2001 und wurde auf dem Alten Friedhof in Greifswald bestattet.

## Veröffentlichungen (Auswahl)
- Fachkunde für Schädlingsbekämpfung. Volk und Wissen, Berlin 1952.
- Chronik des Zoologischen Instituts und Museums der Ernst Moritz Arndt-Universität Greifswald. In: Wilhelm Braun, Ernst Kähler, Johannes Schildhauer, Hans Schwarz, Otto Wegner (Hrsg.): Festschrift zur 500-Jahrfeier der Universität Greifswald 17.10.1956. Greifswald 1956, S. 561–570.
- Die tierischen Schädlinge Mitteleuropas. Mit kurzen Hinweisen auf ihre Bekämpfung. G. Fischer, Jena 1966.
- mit Rolf Fritzsche: Die Pflanzen-, Vorrats- und Materialschädlinge Mitteleuropas. Mit Hinweisen auf Gegenmassnahmen.  G. Fischer, Jena/Stuttgart 1994.